# Den saliga Jungfrun Marias tempelgång
Den saliga Jungfrun Marias tempelgång är en minnesdag som hålls i Katolska kyrkan och Ortodoxa kyrkan, till åminnelse av när Jungfru Maria, enligt apokryfa källor, i sin barndom fördes till Jerusalems tempel för att konsekreras till Gud. Minnesdagen infaller den 21 november. 
Händelsen som minnesdagen firar omnämns i Jakobs protevangelium. Jungfru Marias föräldrar, Joakim och Anna, hade länge varit barnlösa när de fick sin dotter, enligt protevangeliet sedan en ängel uppenbarade sig för Marias moder. När Maria var tre år, tog föräldrarna henne till Jerusalems tempel för att infria sina löften till Gud för barnet de hade fått. Prästen i templet tog emot Maria och förutsåg hennes framtid. Hon levde där som en duva och matades av en ängel, berättar protevangeliet, och stannade tills hon trolovades.
Ortodoxa kyrkan firar denna dag som en av årets tolv största högtider. Hos dem som använder sig av julianska kalendern infaller 21 november på den dag som i gregorianska kalendern motsvaras av den 4 december.
Berättelsen är ofta avbildad i konsten, så till exempel i Les Très Riches Heures du duc de Berry.

## Bilder
| - Den saliga Jungfrun Marias tempelgång från Les Très Riches Heures du duc de Berry. |